# Liste der Bodendenkmäler in Gauting
Auf dieser Seite sind die Bodendenkmäler in der oberbayerischen Gemeinde Gauting zusammengestellt. Diese Tabelle ist eine Teilliste der Liste der Bodendenkmäler in Bayern. Grundlage ist die Bayerische Denkmalliste, die auf Basis des Bayerischen Denkmalschutzgesetzes vom 1. Oktober 1973 erstmals erstellt wurde und seither durch das Bayerische Landesamt für Denkmalpflege geführt wird. Die folgenden Angaben ersetzen nicht die rechtsverbindliche Auskunft der Denkmalschutzbehörde.

## Bodendenkmäler nach Ortsteilen

### Gauting
| Lage                               | Objekt                                                                                                  | Akten-Nr.     | Bild |
| ---------------------------------- | --- | ------------- | ---- |
| Römerstraße (Standort)             | Straße der römischen Kaiserzeit (1.–3. Jh.), Teilstück der Trasse Augsburg–Salzburg.                    | D-1-7934-0006 |      |
| Römerstraße, Parkstraße (Standort) | Grabhügel der Hallstattzeit (1200–475 v. Chr.)                                                          |               |      |
| Schulstraße (Standort)             | Siedlung unbekannter Zeitstellung                                                                       |               |      |
| Münchener Straße (Standort)        | Siedlung des frühen Mittelalters (6.–11. Jh.)                                                           |               |      |
| Grubmühlerfeldstraße (Standort)    | Straße der römischen Kaiserzeit (1.–3. Jh.)                                                             |               |      |
| Grubmühlerfeldstraße (Standort)    | Untertägige mittelalterliche und neuzeitliche Teile des ehemaligen Hofmarkschlosses Fußberg (1.–3. Jh.) |               |      |

### Buchendorf
| Lage                         | Objekt | Akten-Nr.     | Bild           |
| ---------------------------- | --- | ------------- | -------------- |
| Zur Keltenschanze (Standort) | Viereckschanze Buchendorf Kultplatz der späten Latènezeit; eine der am besten erhaltenen Viereckschanzen Süddeutschlands. | D-1-7934-0013 | weitere Bilder |

### Stockdorf
| Lage                                                      | Objekt | Akten-Nr.     | Bild                                               |
| --------------------------------------------------------- | --- | ------------- | -------------------------------------------------- |
| Hasenweg (Standort)                                       | Grabhügel                                                                                                 | D-1-7934-0030 | Grabhügel aus der Hallstattzeit (1200–475 v. Chr.) |
| Zwischen Bahnstraße, Gautinger Straße und Würm (Standort) | Untertägige mittelalterliche und neuzeitliche Teile des historischen Ortskerns von Stockdorf, ca. 13. Jh. |               |                                                    |